# Skačany
Skačany (em húngaro: Szkacsány) é um município da Eslováquia, situado no distrito de Partizánske, na região de Trenčín. Tem 15,38 km² de área e sua população em 2018 foi estimada em 1.376 habitantes.

## Demografia
| Ano:        | 1994 | 2004   | 2014   | 2024   |
| ----------- | ---- | ------ | ------ | ------ |
| Broj ljudi: | 1252 | 1274   | 1372   | 1327   |
| Razlika:    |      | +1,75% | +7,69% | -3,27% |

| Ano:               | 2023 | 2024   |
| ------------------ | ---- | ------ |
| Número de pessoas: | 1319 | 1327   |
| Diferença:         |      | +0,60% |